# Mediterráneo Fútbol Club
El Mediterráneo Football Club fue un club de fútbol de Palma (Islas Baleares, España), fundado en 1923 y desaparecido en 1940. Fue uno de los equipos más representativos de la ciudad durante los años 20 y 30.

## Historia
A principios de junio de 1923, el diario La Almudaina publicaba una nota sobre la fundación del Mediterráneo FB (sic). Tuvo la sede social en el Café Can Gil, en la plaza de Santa Eulalia de Palma. El primer partido del que hay constancia lo disputó el 15 de agosto del mismo año, contra el Palma (3-1). Llevaba camiseta de color azul cobalto claro y pantalones negros, colores que mantendría a lo largo de su existencia.
Durante sus primeros años el club compitió en la Segunda categoría del Campeonato de Mallorca, entonces el nivel más bajo de la competición regional. Inicialmente obtuvo buenos resultados, pero sin lograr ascender a Primera categoría. A principios de los años 30 el club entró en crisis por motivos desconocidos, dejó de competir oficialmente y permaneció prácticamente inactivo.
A mediados de 1933 el club se rehízo, volvió a federarse y empezó su etapa más brillante. Así, en la temporada 1933-34 militó simultáneamente en Segunda y Tercera categoría del campeonato mallorquín, logrando el título en ambas competiciones, y logró ascender a Primera categoría. Allí permaneció dos temporadas, entre 1934 y 1936, y aspiró a convertirse en el tercer club de la ciudad, solo por detrás de los dos grandes (CD Mallorca y Baleares FC), y en pugna con el Athletic FC por el tercer lugar. No obstante, el equipo perdió la categoría al finalizar la temporada 1935-36.
El estallido de la Guerra Civil dificultó su supervivencia, y durante la temporada 1937-38 cambió su nombre por el de Camisas Azules. A finales de la temporada 1939-40 se decidió la disolución de la entidad y sus fuerzas vivas se integraron en el Baleares FC.

## Terreno de juego
Durante muchas temporadas jugó de prestado en campos de otros clubes o en terrenos de ínfimo nivel. Con la reaparición del club a partir de 1933 tuvo campo estable en la carretera del Cementerio y en 1935, ya en la Primera categoría de la competición insular, inauguró un nuevo campo en la barriada palmesana de Son Fortesa.

## Estadísticas

### Temporadas
- Primera Categoría del Campeonato de Mallorca (2): 1934-35 y 1935-36
- Segunda Categoría del Campeonato de Mallorca (8): 1924 a 1928, 1933-34, 1936 a 1938 y 1939-40
- Tercera Categoría del Campeonato de Mallorca (5) : 1928 a 1931, 1933-34 y 1938-39

### Campeonato de Mallorca
| - 1924-25: 2ª Categoría (Gr. Sud, 3º) - 1925-26: 2ª Categoría (1r) - 1926-27: 2ª Categoría (Gr. A, 3º) - 1927-28: 2ª Categoría (Gr. B, 2º) (**) | - 1928-29: 3ª Categoría (2º) - 1929-30: 3ª Categoría - 1930-31: 3ª Categoría - 1931-32: no participó | - 1932-33: no participó - 1933-34: 2ª Categoría (1º) y 3ª categoría (1º) - 1934-35: 1ª Categoría (4º) - 1935-36: 1ª Categoría (5º) | - 1936-37: 2ª Categoría - 1937-38: 2ª Categoría (2º) (***) - 1938-39: 3ª Categoría (1º) - 1939-40: 2ª Categoría (Gr. A, 3º) |

 - Ascenso 

 - Descenso
(*) Campeón de categoría, pero no ascendió 

(**) Campeonato escindido de la Federación Balear 

(***) Compitió como Camisas Azules

## Palmarés
- Campeonato de Mallorca de Segunda Categoría (2): 1926, 1934
- Subcampeonato de Mallorca de Segunda Categoría (1): 1938
- Campeonato de Mallorca de Tercera Categoría (2): 1934, 1939
- Subcampeonato de Mallorca de Tercera Categoría (1): 1929